# Balchik
Balchik (en búlgaro, Балчик) es una ciudad de Bulgaria situada en la provincia de Dobrich. Tiene una población estimada, a mediados de junio de 2024, de 12 295 habitantes.
Es la capital del municipio homónimo.

## Historia
En los siglos VII-VI a. C. se fundó en la zona el asentamiento jónico de Krunoi, que más tarde pasó a llamarse Dionisópolis. El motivo del cambio de nombre fue la aparición de una estatua del dios Dioniso.
En la Edad Media formó parte del Imperio búlgaro, pero su importancia fue eclipsada por la vecina ciudad de Karvuna (Kavarna). Sin embargo, bajo el Imperio otomano y más tarde Bulgaria, la ciudad de Balchik creció y es en la actualidad un popular destino turístico.
Durante la ocupación rumana de Dobruja meridional (de 1913 hasta 1940), el Palacio Balchik fue la residencia favorita de verano de la reina María y su familia más cercana. Allí fue conservado su corazón, según sus últimos deseos, hasta 1940 (cuando los Acuerdos de Craiova devolvieron la región a Bulgaria). En ese momento fue trasladado al Castillo de Bran.[cita requerida]
Hoy el Palacio Balchik y el Jardín Botánico de Balchik son los más populares monumentos históricos de la ciudad.

## Imágenes

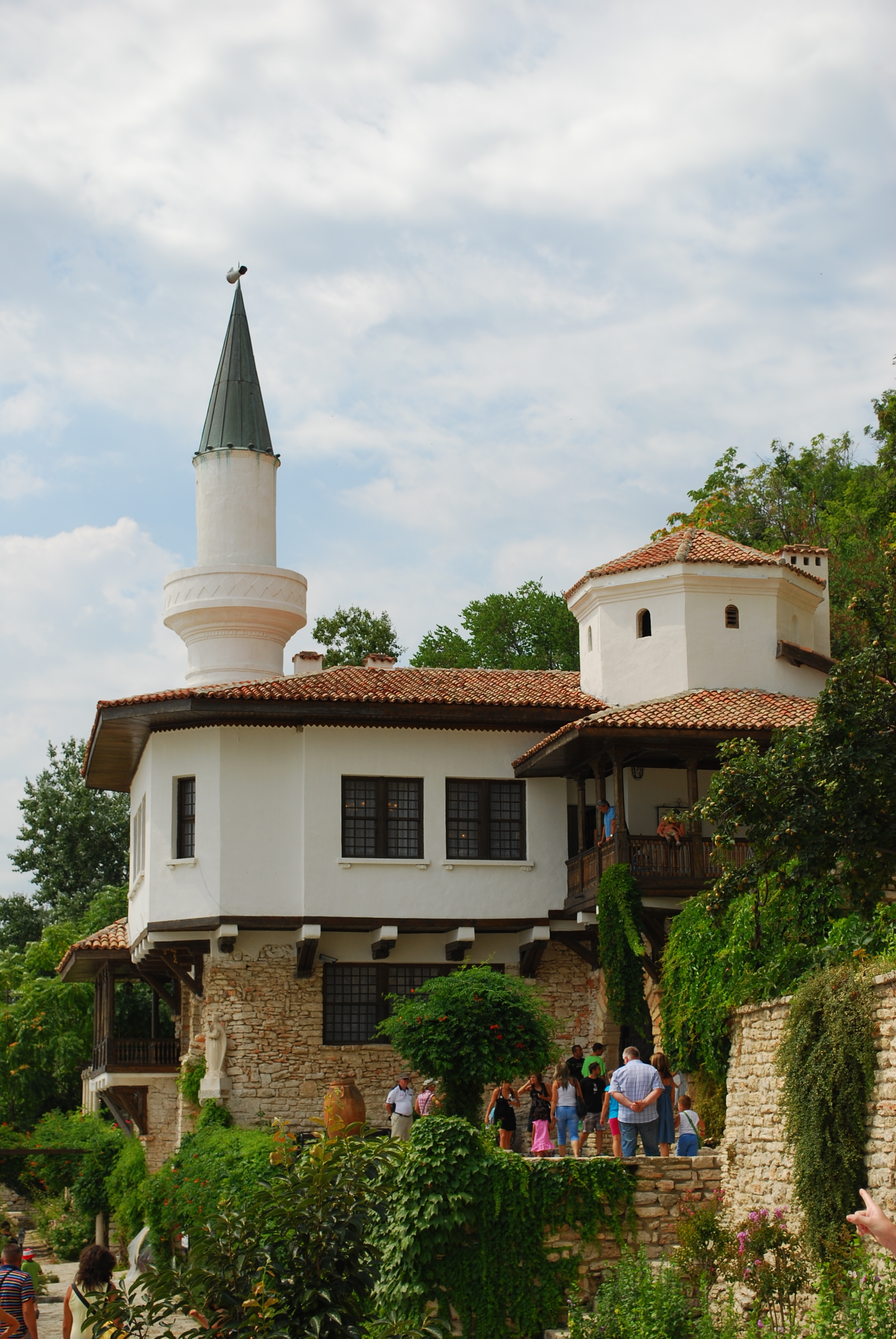
Palacio de Balchik
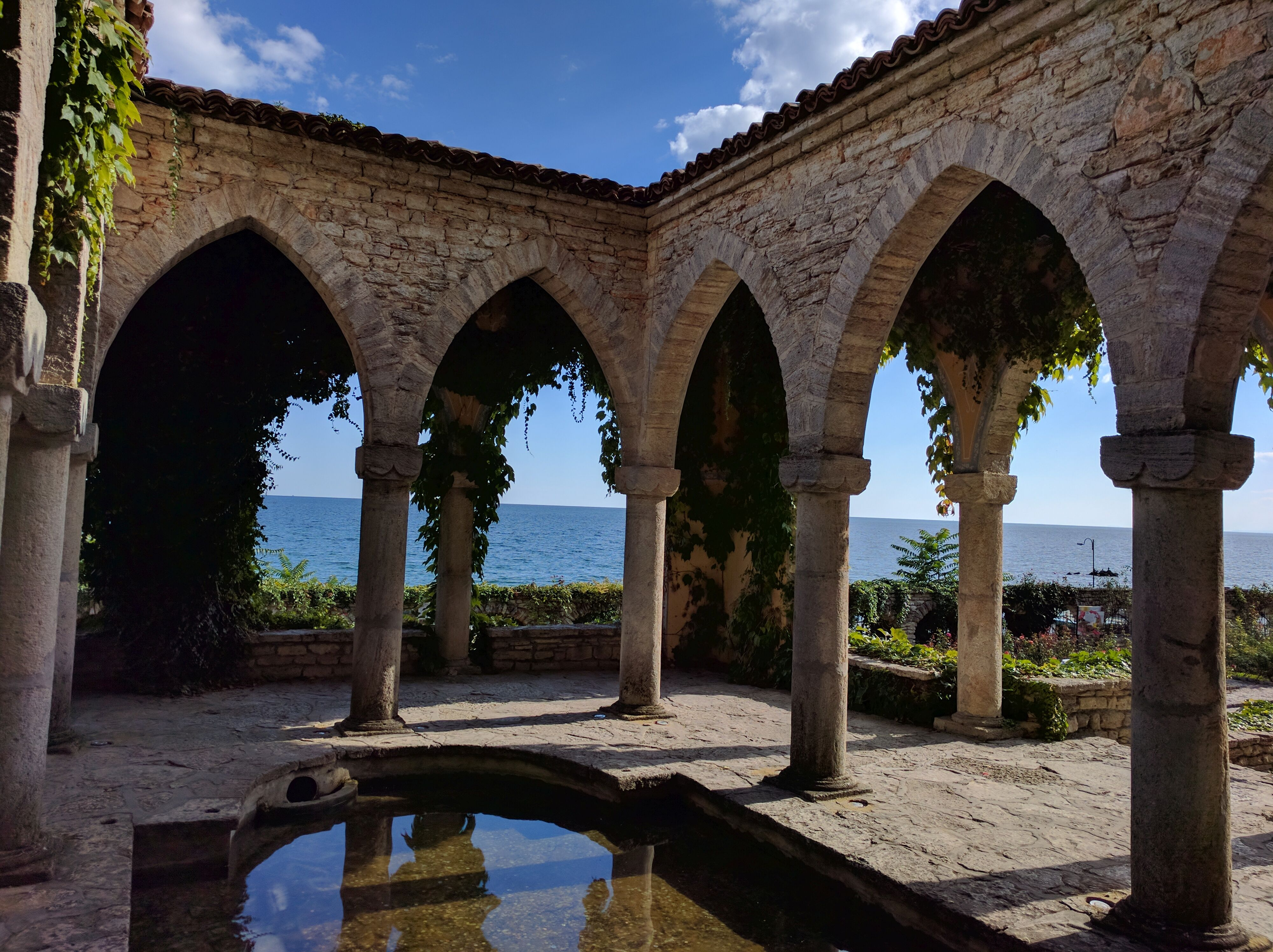
Templo del Agua, en el Palacio de Balchik
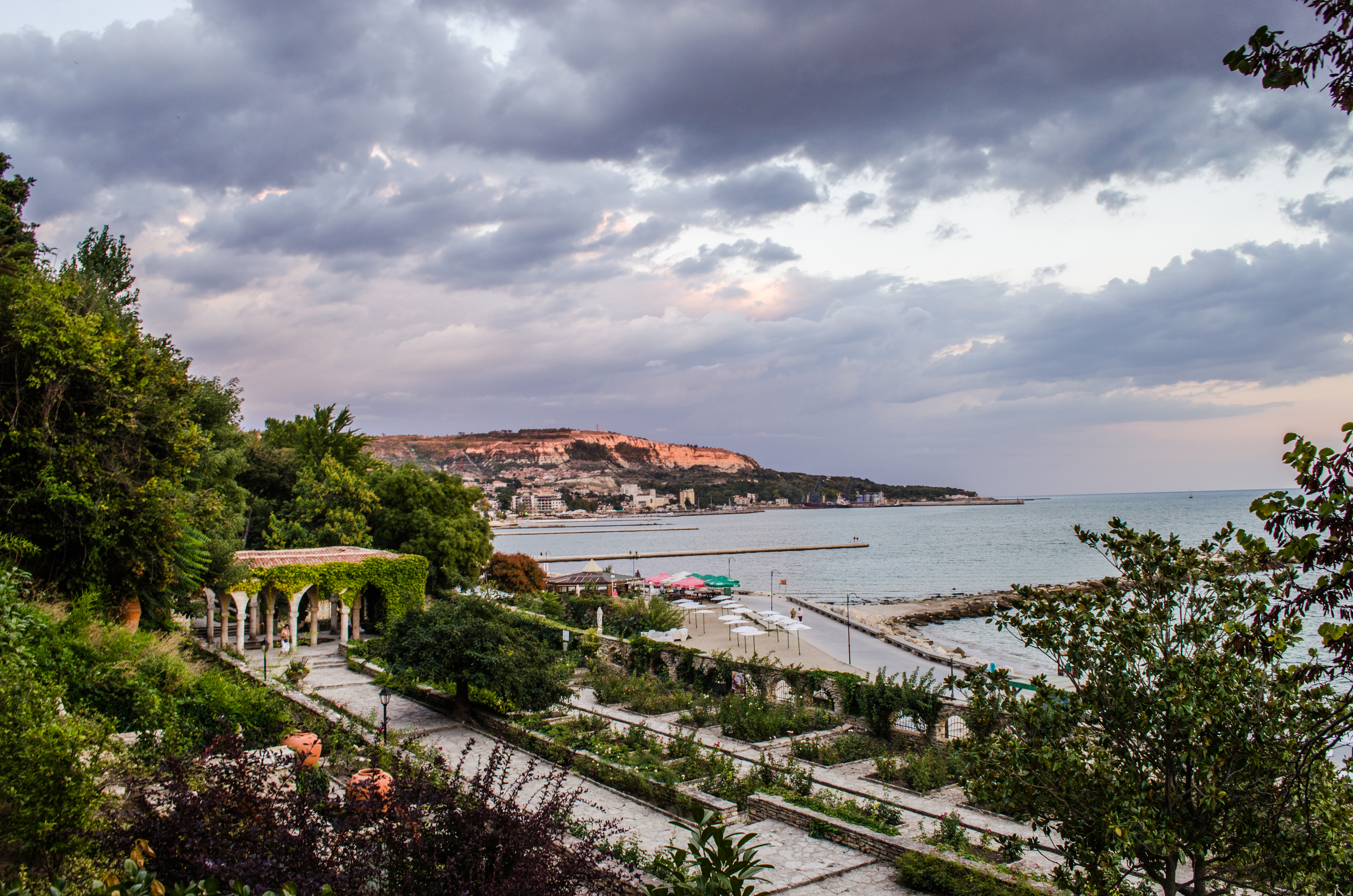
Jardín Botánico de Balchik
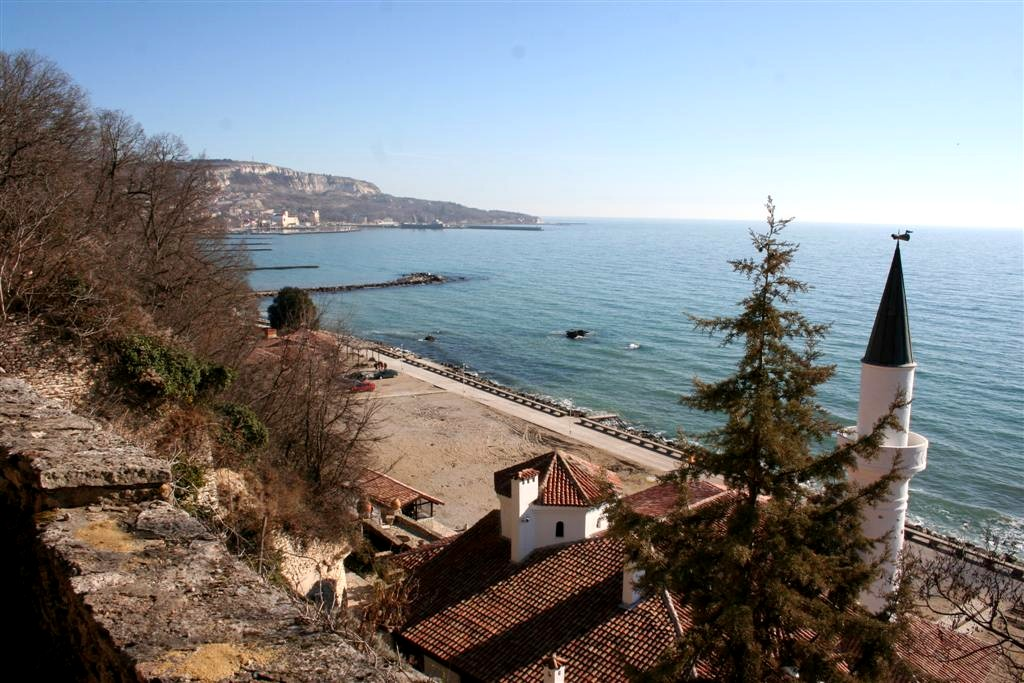
Vista desde el Palacio de Balchik